# Петкевич, Георгий Болеславович
Георгий Болеславович Петкевич (8 сентября 1873 — 6 октября 1937, Ленинград) — действительный статский советник, воронежский гражданский губернатор (1914—1915).

## Биография
Из дворян. В 1895 окончил Александровский лицей.
Чиновник канцелярии 2-го департаменте Сената (1895—1897). Мировой посредник (1897—1898), почетный мировой судья (1898—1901) Ново-Александровского уезда Ковенской губернии. Непременный член Ковенского губернского по крестьянским делам присутствия (1901—1902). Предводитель дворянства Ново-Александровского уезда (1902—1906)<>.
C 18.11.1906 по 15.12.1908 вице-губернатор Пензенской губернии.
С 15.12.1908 по 1914 вице-губернатор Казанской губернии.
C 03.02.1914—30.10.1915 исправляющий должность губернатора Воронежской губернии. Его губернаторство совпало с началом Первой мировой войны. Уже через неделю губерния была объявлена на положении «чрезвычайной охраны». Петкевич предпринимал усилия по реализации «сухого закона» (введенного после вступления России в 1-ю мировую войну), пытался регулировать цены на продовольствие, но сразу столкнулся с трудностями проведения в жизнь введенного сухого закона.
6 декабря 1914 года город посетил Николай II. Петкевич так и не стал «настоящим» губернатором, полтора года оставался «исправляющим должность» и в октябре 1915 года был уволен.
Директор Департамента духовных дел иностранных исповеданий Министерства Внутренних Дел (1915—1916). После 1917 года жил в Ленинграде, неоднократно арестовывался. В 1937 году заведовал хозяйством Никольского собора. Необоснованно репрессирован, расстрелян в 1937.

## Семья
Жена — Вера Игнатьевна (1888—1975), дочь члена Казанского окружного суда, действительного статского советника Игнатия Ивановича Горемыкина (1844—1903). Старшая дочь, Мария Георгиевна (1909—1997), в первом браке Черкасова, во втором Сельцикиотис, получила техническое образование в Швейцарии, где по большей части жила и где умерла. Дочь — Кира Георгиевна Петкевич (1911 — 27.03.1995), жена Михаила Петровича Волконского. Кира Георгиевна окончила Сорбонну. В 1947 г. как реэмигранты они приехали в СССР, были определены государством на постоянное жительство в Тамбов, что по сути означало ссылку, и лишь к концу 1950‑х гг. смогли переехать в Москву. Их сын, внук Г. Б. Петкевича, Андрей Михайлович Волконский (1933—2008) был известным в СССР музыкантом и композитором, в 1973 г. переехал на Запад. У Андрея Михайловича сын князь Петр Волконский (р. 1954), известный актер, постановщик, актёр, писатель, переводчик. 3 сына и дочь Петра праправнуки Георгия Петкевича. Младшая дочь Ольга Георгиевна (1912—2001), в замужестве Рём, жила в Швейцарии в Женеве, где и скончалась. Ее дочь, внучка Г. Б. Петкевича, Вера Рём (Vera Röhm, 1943 г. рожд.) стала известным европейским скульптором и архитектором, живет в Германии и Франции. С отцовской стороны она внучка изобретателя плексигласа Отто Рёма.